# Miles Falcon
Miles Falcon är ett lätt brittiskt flygplan från 1934. Det var något större än föregångaren Miles Hawk Major för att få plats med ett säte till i en täckt kabin.
Prototypen försågs med extra bränsletankar och deltog 1934 i MacRobertson Air Race från London till Melbourne. Det tog föga imponerande 27 dagar att nå Darwin där den bröt tävlingen. Återresan däremot gick desto snabbare; 7 dygn, 19 timmar och 15 minuter.
Året efter deltog en annan Falcon Six i King's Cup Race och vann med en genomsnittsfart på 283,7 km/h. År 1936 satte samma flygplan rekord på sträckan London–Kapstaden med 3 dygn, 17 timmar och 37 minuter.
Inom Svenska Flygvapnet användes en Miles Falcon Major, som fick beteckningen Tp 7. Flygplanet var i tjänst vid Västmanlands flygflottilj (F 1) och Svea Flygflottilj (F 8) från 24 maj 1940 fram till januari 1944. Falcons har även tjänstgjort i Royal Air Force, Royal Navy, Australiens flygvapen och Sydafrikas flygvapen, många av dem rekvirerade från privata ägare under andra världskriget.

## Varianter
- M.3 Falcon – Tresitsig prototyp med Gipsy Major-motor. 1 byggd.
- M.3A Falcon Major – Fyrsitsig produktionsmodell med Gipsy Major-motor. 18 byggda.
- M.3B Falcon Six – Tresitsig modell med Gipsy Six-motor. 10 byggda plus prototypen efter motorbyte.
- M.3C Falcon Six – Fyrsitsig modell med Gipsy Six-motor. 1 byggd.
- M.3D – M.3B med extra förstärkningar. 2 byggda plus en ombyggd M.3B.
- M.3F – En M.3B ombyggd av Fairey Aviation med nya vingar för utvärdering av RAF.

## Källhänvisningar
- Andersson, Lennart (1992). Svenskt militärflyg – propellerepoken. Karlshamn: Allt om Hobby. sid. 259 & 306. ISBN 91-85496-56-1